# 什马吉·博尔克瓦泽
什马吉·博尔克瓦泽（1994年7月26日—），格鲁吉亚男子摔跤运动员。他曾代表格鲁吉亚参加2016年夏季奥林匹克运动会摔跤比赛，获得男子古典式66公斤级铜牌。